# 卡兰巴
卡兰巴（Calamba）位于菲律宾吕宋岛貝湖畔，是内湖省的一级城市，距离首都马尼拉54公里，人口约28万（2000年）。
首長為贾维尔·麦基(2017年)